# Front d'action nouvelle contre l'indépendance et l'autonomie
Pour les articles homonymes, voir Francia.
Le Front d'action nouvelle contre l'indépendance et l'autonomie, connu sous l'acronyme FRANCIA, est une organisation secrète qui a opéré en Corse à la fin des années 1970 et au début des années 1980. Elle s'opposait, par des distributions de tracts et par la violence, aux revendications et aux actions du FLNC et de l'UPC.

## Contexte
En 1976, les groupuscules corses avec des revendications nationalistes sont dissous pour former ensemble le FLNC qui, avant ses différentes scissions, est la seule organisation clandestine nationaliste corse. D'autres organisations, comme la Consulte des comités nationalistes, continuent d'exister et servent alors de vitrines légales aux revendications du FLNC.
FRANCIA se constitue dès 1977 avec pour objectif de s'opposer aux revendications indépendantistes comme autonomistes. Ses membres connus sont des adhérents ou des proches du RPR et du Service d'action civique (SAC). En 1980, l'organisation a reçu le soutien du secrétariat général du comité pour l'indépendance et l'unité de la France présidé par Michel Debré.

## Idéologie et revendication politique
Auditionné par une commission d'enquête parlementaire sur les activités du SAC, Christian Bonnet, ministre de l'Intérieur de 1977 à 1981, déclare :« FRANCIA était une organisation d'un type parallèle, composée d'hommes très attachés au maintien de la Corse dans la mouvance française et décidés à aller assez loin pour affirmer leur volonté d'intégrité du territoire français ».

## Histoire

### Création
Louis Odru, rapporteur de la commission d'enquête sur le SAC, constate l'absence du SAC dans les départements de Haute-Corse et de Corse-du-Sud. Il attribue cette absence, étrange dans un territoire avec une forte composante gaulliste, à la présence du mouvement FRANCIA, substitut régional du SAC.
Les liens entre le SAC et FRANCIA ont été niés par Pierre Bertolini, l'un des chefs reconnus de FRANCIA, tout comme par Pierre Debizet, l'un des dirigeants du SAC. Néanmoins, sur les trois membres de FRANCIA pris en otage par des militants nationalistes corses en 1981, deux, Pierre Bertolini et Alain Oliel, sont membres du SAC. Les responsables du SAC, lors d'une réunion le 28 février 1981 en présence de Jacques Foccart, décident d'ailleurs la création d'un comité de soutien à Pierre Bertolini.
Toujours selon le même rapport, FRANCIA s'est fait officiellement connaître en 1977, mais existait auparavant sous le nom de « Justice et Liberté ».

### Principales actions connues
Entre 1977 et 1983, FRANCIA commet une quarantaine d'attentats par an, dont le plasticage du domicile d'Edmond Simeoni et du siège de l'Unione di u Populu Corsu ou encore la destruction, sur l'île d'Elbe, de l'émetteur de Radio Corse Internationale.

#### Plasticage et incendie de l'imprimerie du journalArriti
Dans la nuit du 14-15 mai 1977, l'imprimerie de l'hebdomadaire nationaliste Arriti est détruite par un plasticage suivi d'un incendie. L'attentat est alors revendiqué par FRANCIA. L'année suivante, en guise de représailles, le capitaine Pierre Bertolini est la cible d'un attentat du FLNC — attribué à Marcel Lorenzoni — dans lequel il perd une jambe,.

#### Affaire Bastelica-Fesch
Le 6 janvier 1980, le capitaine Bertolini, commandant des pompiers et chef de FRANCIA, Alain Oliel, armurier à Ajaccio et membre du SAC, et Yannick Leonelli, militant autonomiste qui a infiltré FRANCIA pour le compte du FLNC, quittent Ajaccio dans une voiture avec des armes pour une action contre Marcel Lorenzoni, militant nationaliste de l'UPC. Avertis par Leonelli, une trentaine de militants armés de l'UPC interceptent ce trio à Bastelica. Il les prennent en otages et les conduisent dans une bergerie dans les gorges du Prunelli. Passés à tabac, Bertolini et Oliel reconnaissent appartenir à FRANCIA et au SAC. Deux heures plus tard, ils sont conduits dans une annexe de la mairie du village où ils sont placés sous la responsabilité du "Collectif nationaliste de Bastelica", branche dure de l'UPC. Une centaine de militants autonomistes affluent pour monter la garde la nuit contre la centaine de gardes mobiles qui encerclent le village. Lorenzoni et une trentaine de ses hommes parviennent à s'échapper en coupant à travers le maquis et se retranchent dans l'hôtel Fesch à Ajaccio, où ils prennent en otage des clients. Cette diversion permet l'exfiltration de Bertolini loin du village,. Après une nuit sous haute tension — dans d'autres secteurs de la ville, un CRS est tué à bout portant lors du siège de l'hôtel, et deux habitants, sans aucun lien avec le mouvement nationaliste, sont tués par la police —, le groupe retranché dans l'hôtel se rend aux forces de l'ordre le 11 janvier 1980.
Le 14 janvier 1981, s'ouvre le procès devant la Cour de sûreté de l'État des 17 autonomistes corses répondant des événements de Bastelica et de l'occupation de l'hôtel Fesch, accusés de « constitution de bandes armées contre l'État et de prise d'otage ». Le 11 février, le verdict est rendu : les principaux accusés (Marcel Lorenzoni, Dominique Bianchi et Paul Cortinchi) sont condamnés à quatre ans d'emprisonnement. Le soir même, les autonomistes répliquent par une « nuit bleue » en réalisant une quarantaine d'attentats par explosifs. Un an plus tard, ils bénéficient de l'amnistie accordée par le président François Mitterrand pour toutes les infractions relatives à des évènements d'ordre politique et social survenus en Corse, et sont libérés.

### Dissolution
Le SAC, dont FRANCIA dépend, est dissous par le décret no 82-670 du 3 août 1982. Néanmoins, les membres de FRANCIA poursuivent leurs activités au moins jusqu'en 1983. Des actions terroristes sont même revendiquées jusqu'en 1987.